# Ernst Friedrich Zwirner

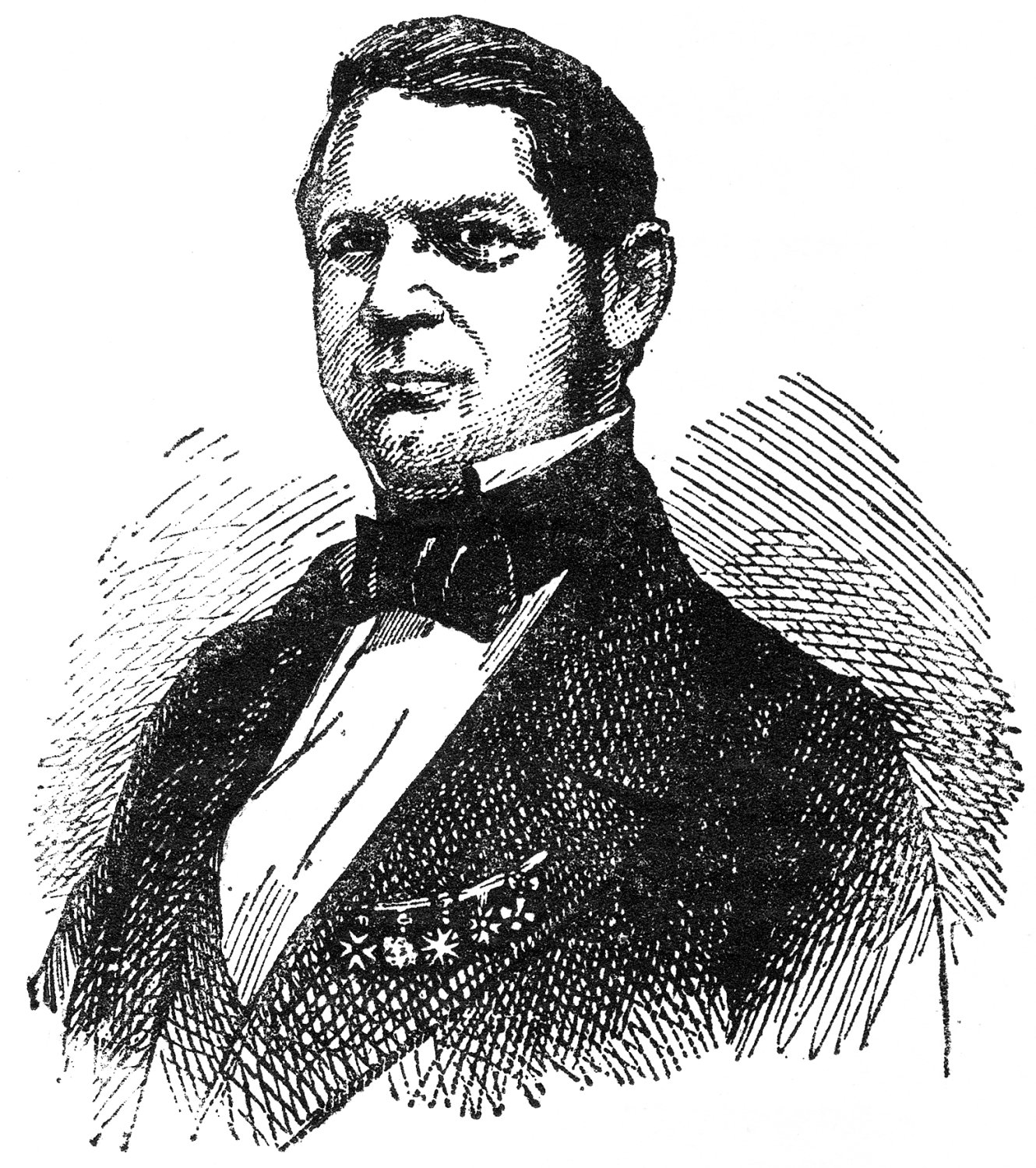
Ernst Friedrich Zwirner

Ernst Friedrich Zwirner

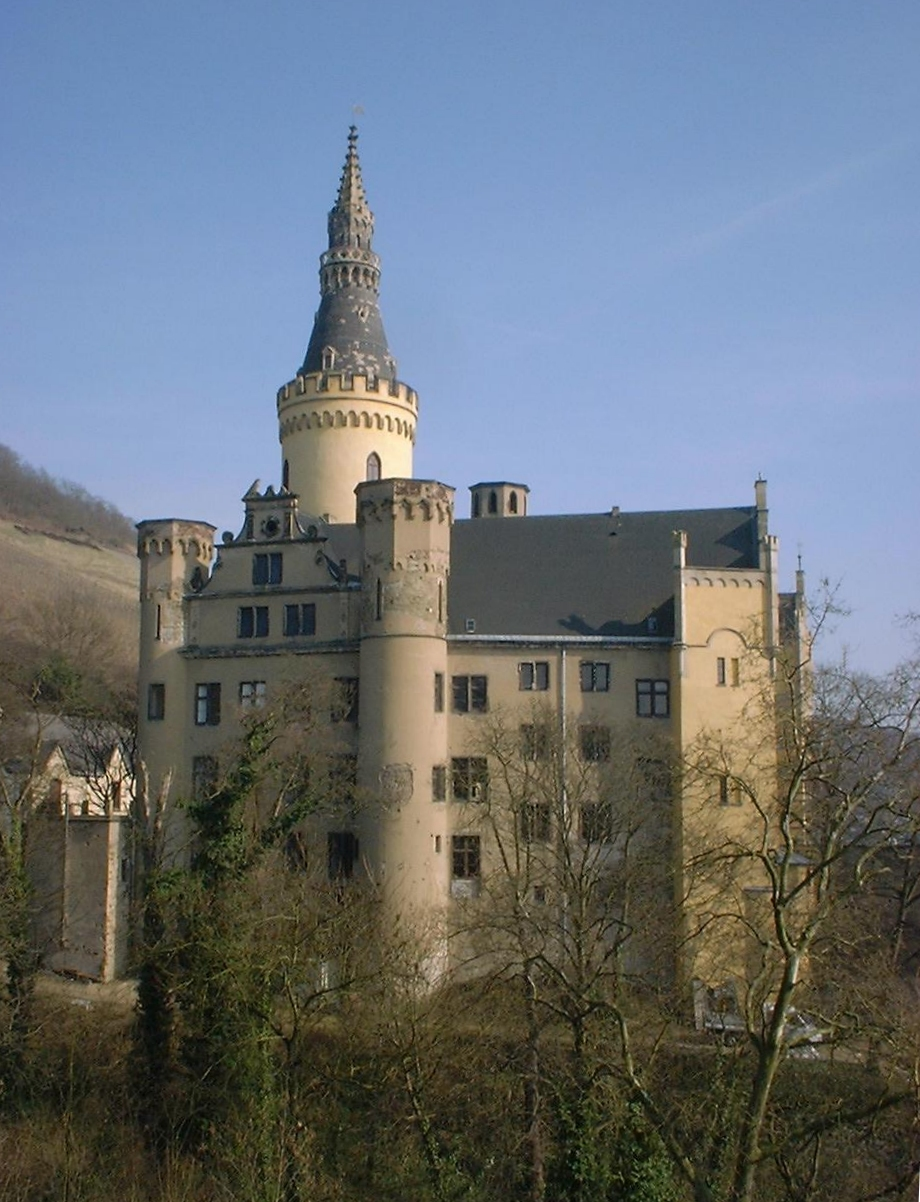
Schloss Arenfels

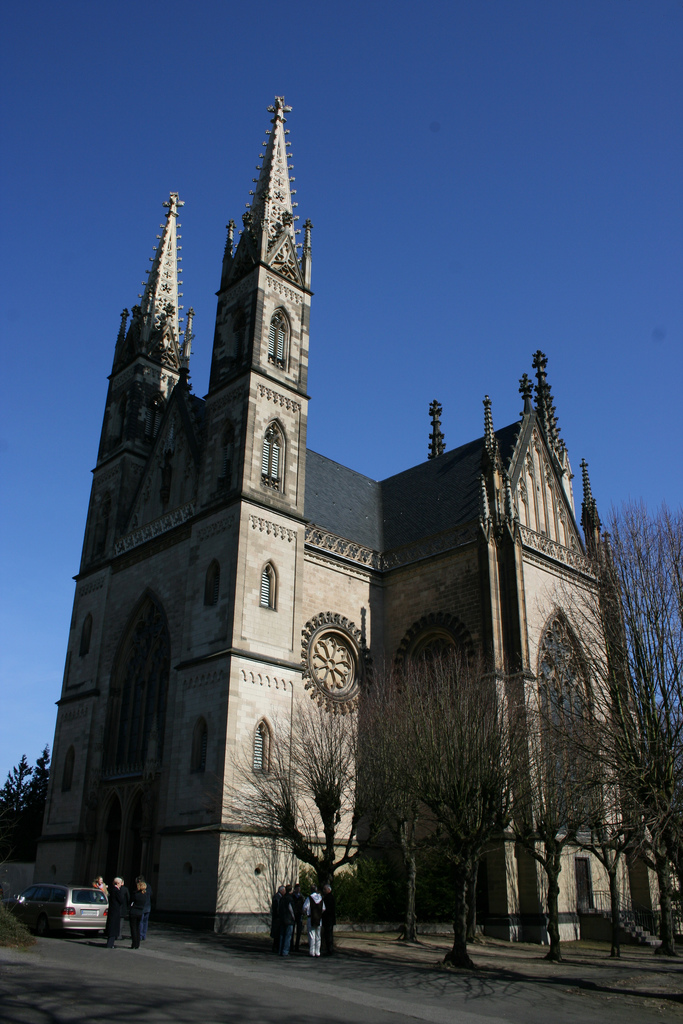
Apollinariskirche in Remagen, März 2007

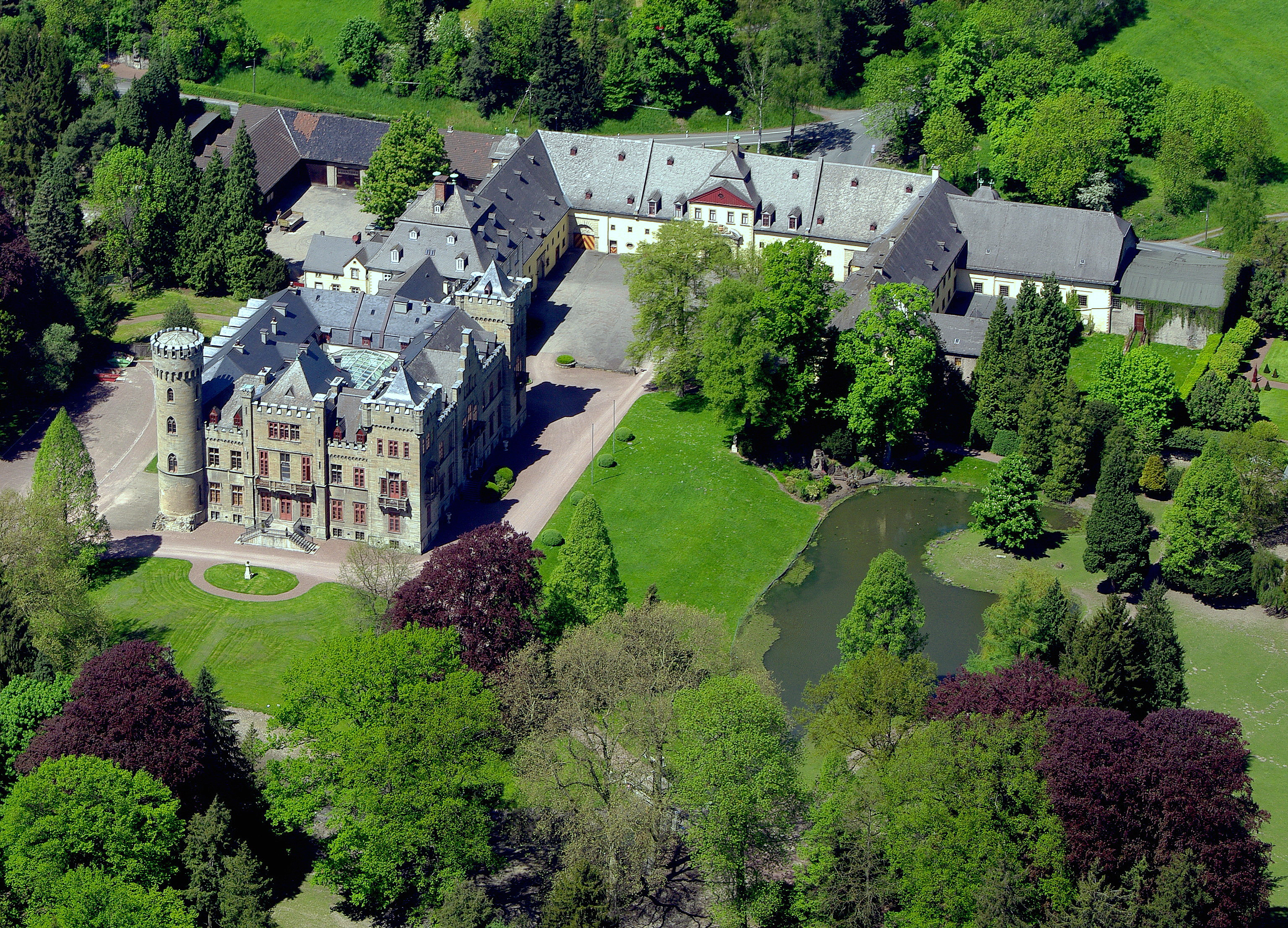
Schloss Herdringen

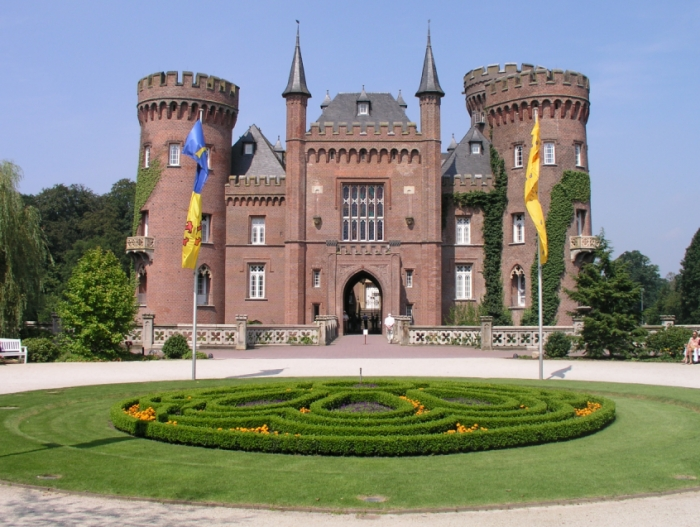
Schloss Moyland

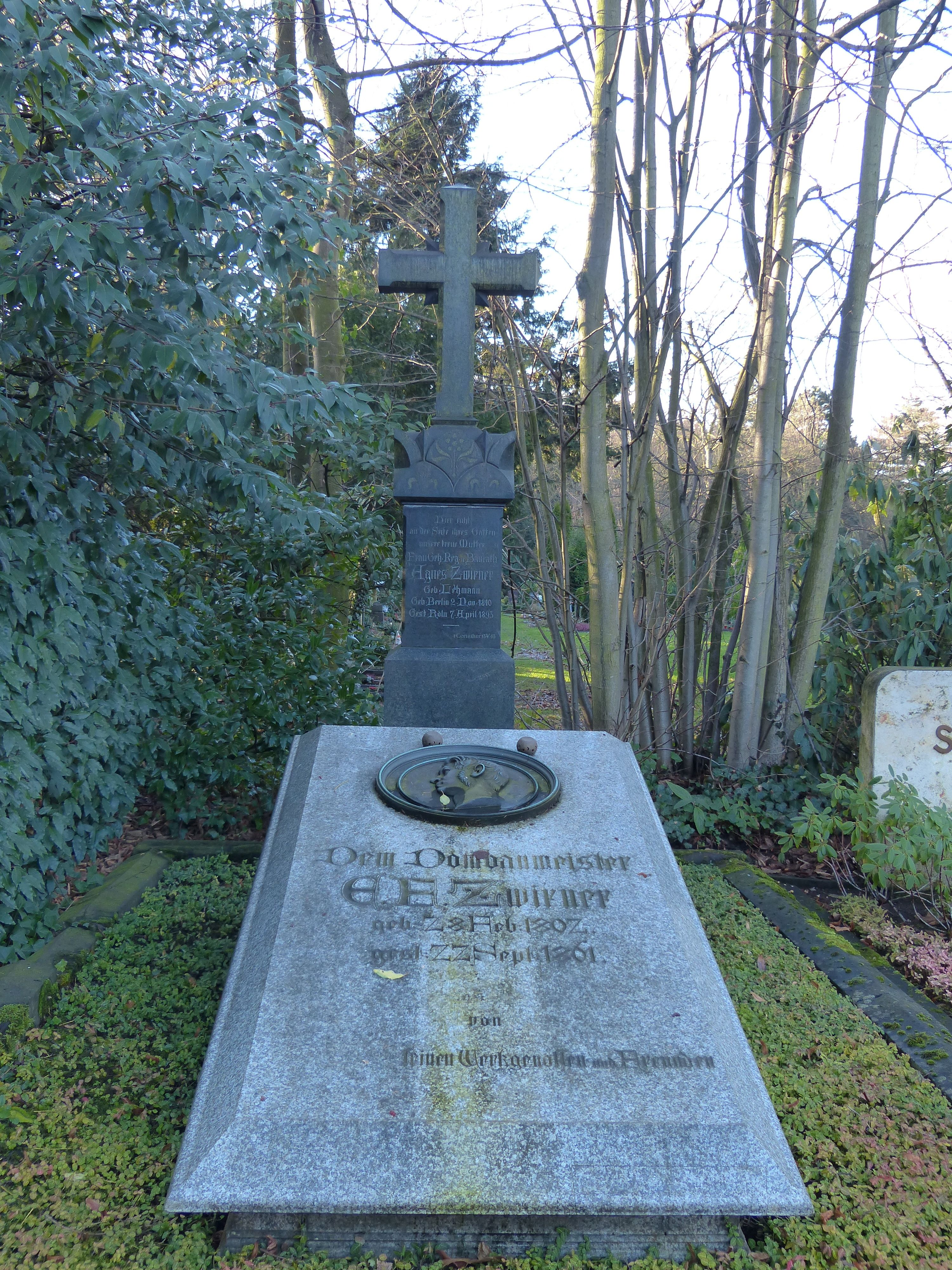
Grabmal auf dem Melaten-Friedhof

Ernst Friedrich Zwirner (* 28. Februar 1802 in Jakobswalde, Landkreis Cosel (Oberschlesien); † 22. September 1861 in Köln) war ein deutscher Architekt und Kölner Dombaumeister.

## Leben
Zwirner besuchte bis 1821 die Bauschule zu Breslau, anschließend bis 1828 die königliche Bauakademie und die Universität zu Berlin. Bald darauf trat er in Berlin als Schüler Karl Friedrich Schinkels als „Hilfsarbeiter“ in die königliche Oberbaudeputation ein. Im Jahr 1830, als Schinkel die Leitung der Oberbaudeputation erhielt, bestand Zwirner das Landbaumeisterexamen. Mit diesem formellen Befähigungsnachweis wurde er von Schinkel in der Oberbaudeputation angestellt. In den Jahren 1829 bis 1831 errichtete Zwirner in Kolberg nach Schinkels Entwurf das Rathaus und nach eigenem Plan die 1834 fertiggestellte reformierte Kirche. 
Am 14. August 1833 übernahm er – nach dem Tode seines Vorgängers Friedrich Adolf Ahlert – als Dombaumeister die Leitung der Bauarbeiten am Kölner Dom. Zu dieser Position hatte ihn die staatliche Bauverwaltung in Berlin vorgesehen. Als Protestant hatte er anfangs Befürchtungen, auf örtliche Bedenken zu stoßen.
Durch seine Leitung nahm der Dombau rasch einen neuen Aufschwung. Sein besonderes Verdienst ist die Organisation der Bauhütte des Domes, aus der viele mit den Grundregeln der Gotik gründlich vertraute jüngere Baumeister hervorgingen. 1841, nach Abschluss der Restaurierungsarbeiten, legte Zwirner König Friedrich Wilhelm IV. die Pläne für die Vollendung des Domes vor, die dieser akzeptierte. Mit seiner 1842 erschienenen Schrift Vergangenheit und Zukunft des Kölner Dombaues begeisterte er nicht nur König Wilhelm, sondern ganz Deutschland für die Vollendung des Doms. Die Katholische Enzyklopädie von 1913 nennt Zwirner „einen der feinsten Kenner des mittelalterlichen Stils“; dennoch bemängelte sie, dass bei seiner Arbeit am Dom „Monotonie des Entwurfs“ sichtbar werde.
Unter Zwirners Leitung wurde bis 1855 das Querhaus mit seinen beiden Fassaden, anschließend der Obergaden des Langhauses errichtet und gewölbt, der Unterbau des Nordturms begonnen und 1860 der gusseiserne Vierungsdachreiter vollendet. Die eigentliche Vollendung des Kirchenraums im Jahre 1863, als die Trennmauer zum Hochchor entfernt wurde, erlebte Zwirner nicht mehr.
1853 wurde Zwirner in Köln zum Geheimen Regierungs- und Baurat ernannt. Zwirner war Mitglied der Gesellschaft Deutscher Naturforscher und Ärzte.
Nach seinem Tod am 22. September 1861 erschien das Domblatt, die Vereinszeitschrift des Dombauvereins, mit schwarzer Umrandung der Titelseite – eine Ehre, die außer Zwirner bis dahin nur der im selben Jahr zuvor verstorbene König Friedrich Wilhelm IV. erhalten hatte.
Bis zu seinem Tode war Zwirner Dombaumeister. Beigesetzt wurde er auf dem Melaten-Friedhof (Lage: HWG zwischen Lit. K und Lit. L).
Der Dombau wurde nach seinen Plänen von seinem ehemaligen Stellvertreter und Nachfolger Richard Voigtel vollendet. Anfänglich dem klassizistischen Stilgefühl noch nahestehend, zeigte er sich in seinen eigenen Bauten dann als Vertreter eines neugotischen Historismus.
Im Kölner Severinsviertel im Stadtteil Altstadt-Süd ist die Zwirnerstraße nach ihm benannt.

## Werk
- 1831: Rathaus Kolberg
- 1832–1834: Hauptgebäude der Universität Halle-Wittenberg in Halle (mit Wilhelm Heinrich Matthias)
- 1837: Grabmonument für Friedrich Leopold Freiherr von Fürstenberg in Kirchhundem-Oberhundem
- 1838: Herrenhaus auf dem Gelände von Haus Orr
- 1839–1843: Apollinariskirche in Remagen, im Auftrag von Franz Egon von Fürstenberg-Stammheim
- 1840er: St. Marien in Witten
- 1840: Wiederaufbau des Rolandsbogens der Burg Rolandseck bei Remagen
- 1840–1844: Teil-Neubau der Kirche St. Dionysius in Krefeld
- 1842: Herrenhaus Fürstenberg bei Xanten
- 1842–1861: Weiterbau des Kölner Doms im Auftrag von Friedrich Wilhelm IV.
- 1844: Wiederaufbau des Römergrabs in Köln-Weiden
- 1844–1853: Neubau des Schlosses in Herdringen für Graf Franz Egon von Fürstenberg-Herdringen
- 1845: Burg Ariendorf in Bad Hönningen, Stadtteil Ariendorf
- 1845: „Haus Wittgenstein“ in Roisdorf im Auftrag der Bankiers-Familie von Wittgenstein
- 1846–1848: Entwürfe zum neugotischen Umbau der Schlosskirche im Schweriner Schloss
- 1849–1855: Umbau des Renaissanceschlosses Arenfels in Bad Hönningen
- 1850: Kirche St. Margareta in Stieldorf
- um 1850: Oberwinter, Villa Rolandshöhe
- 1852: Neubau der Kirche St. Johann Baptist in Mechernich-Antweiler
- 1853: Umbau von Haus Horst in der heutigen Erhaltung
- 1853–1858: Neue reformierte Kirche (Sophienkirche) in Wuppertal-Elberfeld
- 1854 erhielt Zwirner den Auftrag von Nikolaus Johann von Steengracht, das Schloss Moyland im neogotischen Stil zu ummanteln.
- 1855: Ostflügel der Prälatur der Abtei Maria Laach
- 1856–1858: Mäuseturm bei Bingen
- 1856–1858: Pfarrhaus in Rosbach
- 1857: Errichtung einer gotischen Fialsäule nach dem Entwurf Zwirners auf dem Drachenfels oberhalb von Königswinter als Kriegerdenkmal für die Gefallenen der Befreiungskriege. Das Denkmal entstand als Nachfolgebau eines bereits 1855 errichteten Denkmals.
- 1857: Kirche St. Audomar in Frechen
- 1858: Reformierte Kirche in Wuppertal-Ronsdorf
- 1859: Restaurierung des Hochkreuzes bei Godesberg
- 1859–1861: Synagoge in der Glockengasse, Köln (im maurischen Stil; zerstört während der Novemberpogrome 1938)

Postum wurden folgende Entwürfe ausgeführt:
- 1862: Rathaus und Restaurierung des Herriger Tores in Lechenich
- 1863–1864: Restaurierung der Stadtpfarrkirche St. Peter in Sinzig